# Фудбалска репрезентација Југославије 1925.
Фудбалска репрезентација Југославије је 1925. године одиграла две пријатељске утакмице против Чехословачке и Краљевине Италије. Ова година је била једна од лошијих према постигнутим резултатима. Постигнут је само један гол, а примљено девет.
Од укупно 14 досадашњих утакмица репрезентација је трећи пут поражена резултатом 7:0. Ово је био други пут да је то учинила репрезентација Чехословачке.
Овај резултат од 7:0 је највећи пораз репрезентације код куће у историји фудбала у Југославији. Остале две утакмице су одигране на Летњим олимпијским играма 1920. исто против Чехосковачке и 1924. Уругваја
После потраза у три последње утакмице замењен је селектор репрезентације Душан Зинаја, који је имао најлошији скор од свих селетора репрезентације свих времена, од три пораза са гол-разликом један постигнут и 11 примљених голова.
У 1925. години играло је 17 фудбалера од којих су осморица били дебитанти.

## Резултати
| #   | Датум  | Противник    | Резултат  | Стрелци | Стадион, Место            | Глед.  | Судија               | Састав | Врста | Извор          |
| --- | ------ | ------------ | --------- | --- | ------------------------- | ------ | -------------------- | --- | ----- | -------------- |
| 13. | 28.10. | Чехословачка | 0:7 (0:5) | 0:1 Вимер 6' 0:2 Дворачек 15', 0:3 Дворачек 35', 0:4 Силни 36' 0:5 40', 0:6 Дворачек 60', 0:7 Штајнер 80', | СК Славија Праг           | 18.000 | Ђовани Мауро Италија | Михалчић (Гра. 1/0), Врбанчић (ХАШК 7/0), Милутин Ивковић (Југ. 1/0), Марјановић (ХАШК 2/0), Премерл (ХАШК 1/0), В. Подује (Хај. 2/0)), Ш. Подује (Хај. 2/0), Бенчић (Хај. 2/0), Лубурић (Југ. 1/0), Петковић (Југ. 4/1), Радић (Хај. 2/0), Селектор:Душан Зинаја (2)                   | ОИ    | [ мртва веза ] |
| 14. | 4.11.  | Италија      | 1:2 (1:2) | 1:0 Бенчић 22', 1:1 35', 1:2 43',                                                                          | Комунале С. Апиани Падова | 10.000 | Еуген Браун Аустрија | Фридрих (ХАШК 5/0), Врбанчић (ХАШК 8/0), Пажур (Кон. 1/0) (Милутин Ивковић (Југ. 46‘ 2/0), Марјановић (ХАШК 3/0), Премерл (ХАШК 2/0), Криж (ХАШК 1/0)), Грденић (ХАШК 1/0), Јовановић (Југ. 3/3), Бенчић (Хај. 3/0), Петковић (Југ. 5/1), Секулић (Југ. 1/0), Селектор:Душан Зинаја (3) | ПУ    | [ мртва веза ] |

Легенда:
- (Југ. 46‘ 2/0) = СД. Југославија, ушао у игру у 46‘, 2. утакмица, 0 голова

### Биланс репрезентације у 1925 год
| Година | Играла | Добила | Нерешила | Игубила | Голова дала | Голова примила | Гол-разлика |
| ------ | ------ | ------ | -------- | ------- | ----------- | -------------- | ----------- |
| 1925   | 2      | 0      | 0        | 2       | 1           | 9              | -8          |

### Укупан биланс репрезентације 1920 — 1925 год
| Година  | Играла | Добила | Нерешила | Игубила | Голова дала | Голова примила | Гол-разлика |
| ------- | ------ | ------ | -------- | ------- | ----------- | -------------- | ----------- |
| 1925    | 2      | 0      | 0        | 2       | 1           | 9              | -8          |
| 1920-24 | 12     | 3      | 1        | 8       | 18          | 44             | -26         |
| Укупно  | 14     | 3      | 1        | 10      | 19          | 53             | -34         |

### Играли 1925
| ред. бр | Име                   | Клуб        | Играо 1925. | Укупно играо | Голови 1925. | Укупно голова |
| ------- | --------------------- | ----------- | ----------- | ------------ | ------------ | ------------- |
| 1.      | Стјепан Врбанчић      | ХАШК        | 2           | 8            | 0            | 0             |
| 1.      | Душан Петковић        | Југославија | 2           | 5            | 0            | 1             |
| 1.      | Маре Марјановић       | ХАШК        | 2           | 3            | 0            | 0             |
| 1.      | Љубо Бенчић           | Хајдук      | 2           | 3            | 1            | 1             |
| 1.      | Данијел Премерл       | ХАШК        | 2           | 2            | 0            | 0             |
| 1.      | Милутин Ивковић       | Југославија | 2           | 2            | 0            | 0             |
| 7.      | Драган Јовановић      | Југославија | 1           | 3            | 0            | 3             |
| 7.      | Драгутин Фридрих      | ХАШК        | 1           | 5            | 0            | 0             |
| 7.      | Вељко Подује          | Хајдук      | 1           | 2            | 0            | 0             |
| 7.      | Шиме Подује           | Хајдук      | 1           | 2            | 0            | 0             |
| 7.      | Винко Радић           | Хајдук      | 1           | 2            | 0            | 0             |
| 7.      | Стеван Лубурић        | Југославија | 1           | 1            | 0            | 0             |
| 7.      | Никола Грденић        | ХАШК        | 1           | 1            | 0            | 0             |
| 7.      | Мирко Криж            | ХАШК        | 1           | 1            | 0            | 0             |
| 7.      | Алфонс Пажур          | Конкордија  | 1           | 1            | 0            | 0             |
| 7.      | Максимилијан Михалчић | Грађански   | 1           | 1            | 0            | 0             |
| 7.      | Бранислав Секулић     | Југославија | 1           | 1            | 0            | 0             |

### Највише одиграних утакмица 1920 — 1925
| ред. бр | Име               | Клуб        | Играо 1925. | Укупно играо | Голови 1925 | Укупно голова |
| ------- | ----------------- | ----------- | ----------- | ------------ | ----------- | ------------- |
| 1.      | Емил Першка       | Грађански   | 0           | 10           | 0           | 1             |
| 2.      | Артур Дубравчић   | Конкордија  | 0           | 9            | 0           | 1             |
| 2.      | Рудолф Рупец      | Грађански   | 0           | 9            | 0           | 0             |
| 3.      | Стјепан Врбанчић  | ХАШК        | 2           | 8            | 0           | 1             |
| 5       | Драгутин Враговић | Грађански   | 0           | 7            | 0           | 0             |
| 5       | Драгутин Врђука   | Грађански   | 0           | 7            | 0           | 0             |
| 7.      | Бранко Зинаја     | ХАШК        | 0           | 6            | 0           | 4             |
| 7.      | Драгутин Бабић    | Грађански   | 0           | 6            | 0           | 1             |
| 7.      | Јарослав Шифер    | Грађански   | 0           | 6            | 0           | 1             |
| 10.     | Еуген Дасовић     | ХАШК        | 0           | 5            | 0           | 0             |
| 10.     | Душан Петковић    | Југославија | 2           | 5            | 0           | 1             |
| 10.     | Драгутин Фридрих  | ХАШК        | 1           | 5            | 0           | 0             |

### Листа стрелаца 1925
| Пласман | Име         | Клуб   | Играо 1925. | Укупно играо | Голови 1925. | Укупно голова |
| ------- | ----------- | ------ | ----------- | ------------ | ------------ | ------------- |
| 1       | Љубо Бенчић | Хајдук | 2           | 3            | 1            | 1             |

### Листа стрелаца 1920 — 1925
| Пласман | Име                | Клуб        | Играо 1925. | Укупно играо | Голови 1925 | Укупно голова |
| ------- | ------------------ | ----------- | ----------- | ------------ | ----------- | ------------- |
| 1       | Бранко Зинаја      | ХАШК        | 0           | 6            | 0           | 4             |
| 2.      | Владимир Винек     | Конкордија  | 1           | 6            | 0           | 3             |
| 2.      | Драган Јовановић   | Југославија | 1           | 3            | 0           | 3             |
| 3.      | Геза Шарас Абрахам | Грађански   | 0           | 2            | 0           | 2             |
| 4.      | Емил Першка        | Грађански   | 1           | 10           | 0           | 1             |
| 4.      | Артур Дубравчић    | Конкордија  | 1           | 9            | 0           | 1             |
| 4.      | Душан Петковић     | Југославија | 2           | 5            | 0           | 1             |
| 4.      | Јован Ружић        | Југославија | 0           | 2            | 0           | 1             |
| 4.      | Јарослав Шифер     | Грађански   | 0           | 6            | 0           | 1             |
| 4.      | Драгутин Бабић     | Грађански   | 2           | 4            | 0           | 1             |
| 4.      | Љубо Бенчић        | Хајдук      | 2           | 3            | 1           | 1             |